# Iachen Ulrich Könz

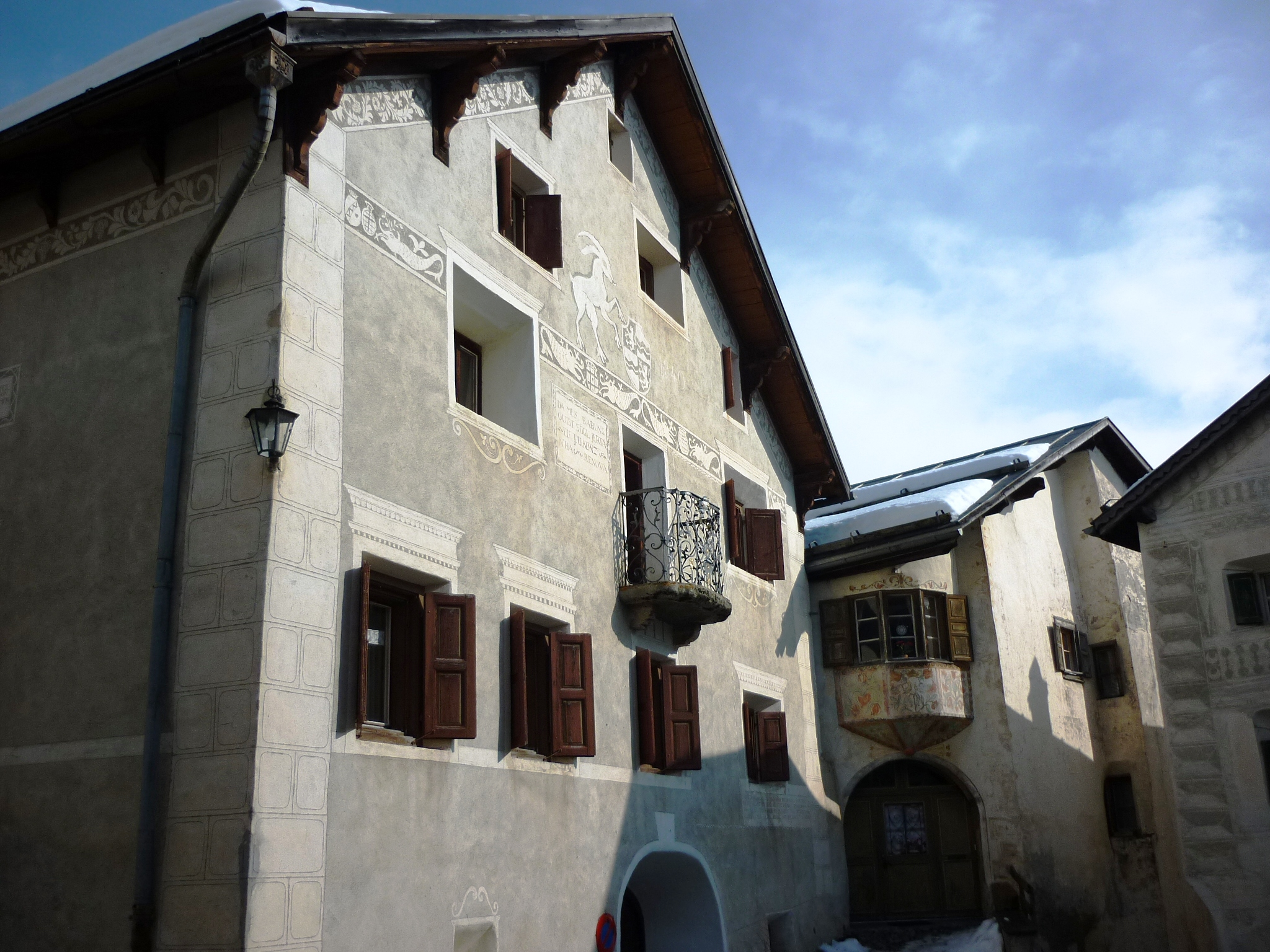
Könz’ Wohnhaus in Guarda

Iachen Ulrich Könz (* 20. Februar 1899 in Arezzo, Toskana; † 25. Dezember 1980 in Samedan) war ein Schweizer Architekt, Restaurator und Autor.

## Leben
Iachen Ulrich Könz war der Sohn des Peider und der Constanza Könz-Vital, einer aus Guarda nach Italien ausgewanderten Familie. Die Familie besass in Guarda das grosse Haus Nr. 47 an der Plazetta Zuos-cha. Sein Vater war Kaufmann. Könz machte seine Matura an der Bündner Kantonsschule in Chur und studierte an der ETH Zürich und der Technischen Hochschule Stuttgart Architektur und erwarb 1921 das ETH-Diplom. Nach einem Praktikum in Frankreich und einer Studienreise nach Italien eröffnete er sein eigenes Architekturbüro in Davos, 1926 in Zuoz und ab 1939 in Guarda. Seiner ersten Ehe mit Dora Geer entsprossen vier Söhne. Nach der Scheidung von seiner Gattin heiratete er Selina Chönz-Meyer, spätere Autorin des Schellenursli. Ihr gemeinsamer Sohn war der Maler und Zeichner Steivan Liun Könz (1940–1998). Könz war Landammann des Kreises Sur Tasna, Gemeindepräsident von Guarda sowie Denkmalpfleger des Kantons Graubünden und Obmann der Engadiner Sektion des Bündner Heimatschutzes.

## Werk
Zu seinen frühen Arbeiten gehörte die Restauration der reformierten Kirche Zuoz 1918 und der Wiederaufbau niedergebrannter Häuser in Sent GR 1921 und Susch 1925. 1922 malte und leitete Könz die Renovierung in den Innenräumen der reformierten Kirche Giarsun und in den Jahren 1931 bis 1933 die Erneuerung des Kirchturms und der reformierten Kirche Guarda. 
Als sein architektonisches Hauptwerk gilt die Gesamtrestaurierung des Dorfes Guarda mit seinen Engadinerhäusern von 1939 bis 1945. Sein ganzheitliches Renovationskonzept von 1937 war für die damalige Zeit aussergewöhnlich. Neben massgeschneiderten Vorschlägen für die einzelnen Häuser umfasste es auch die gesamte Dorfanlage mit Gassenpflästerung, Einfriedungen, Beleuchtung, Telefon- und Stromleitungen sowie Brunnen und Blumenschmuck. Kanton und Bund unterstützten eine verarmte Berggemeinde bei dieser aufwändigen Renovation, weil sich die damals bedrängte Schweiz der ideologischen Kraft ihrer Berge erinnerte und ihre Eigenart bewahren wollte. 
Seine zusammen mit der Forschungs- und Beratungsstelle für Landarbeitstechnik erarbeitete Untersuchung über das Bergdorf Vrin wurde zum Vorbild für zahlreiche andere Bergdörfer. Von 1953 bis 1956 restaurierte er das Casa Grande (Ciäsa Granda) in Stampa und 1957 das Schloss Planta-Wildenberg in Zernez. In den Jahren 1970 bis 1973 leitete er die Restaurierung der Chasa Jaura in Valchava.

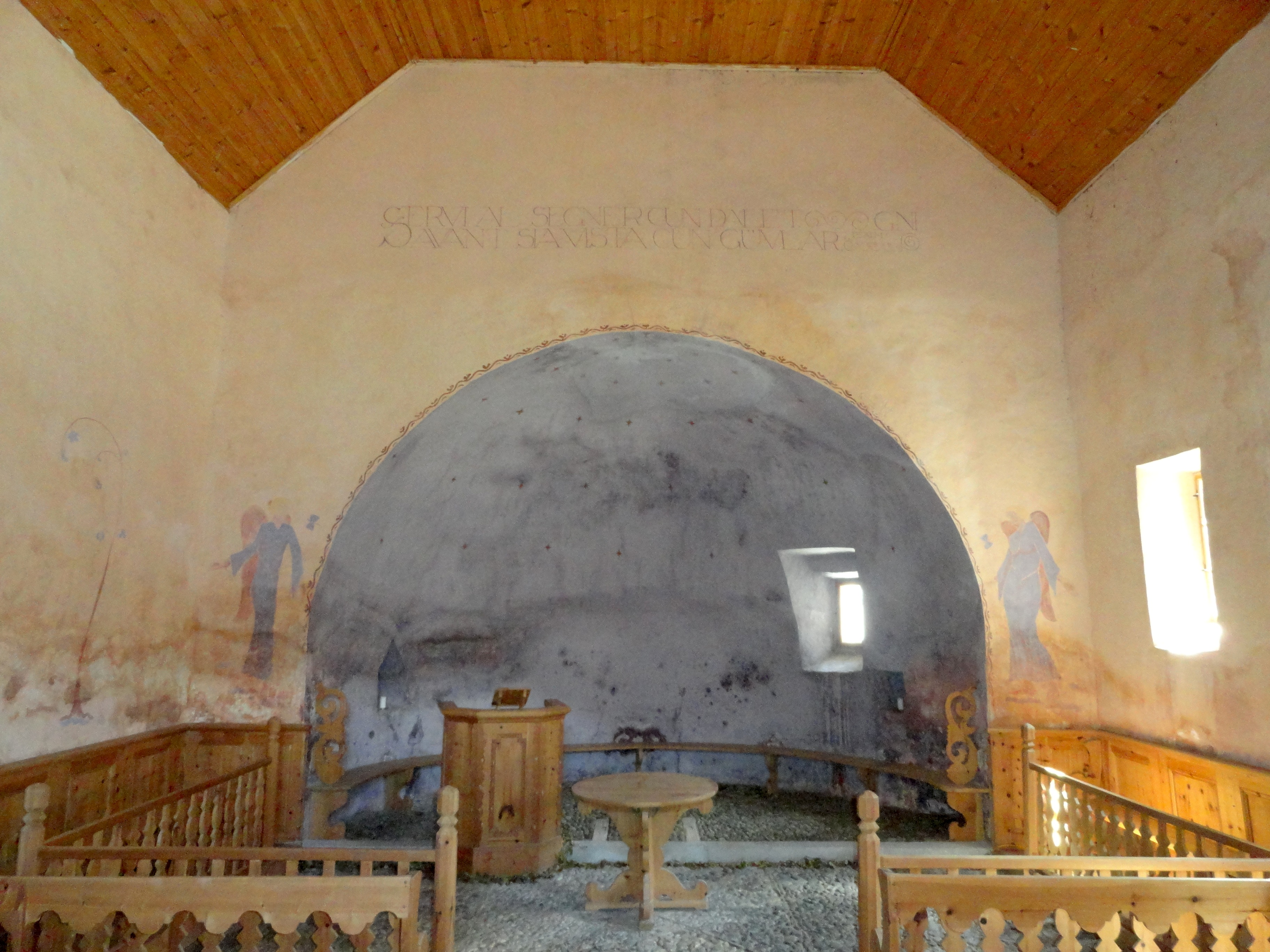
Kirche Giarsun
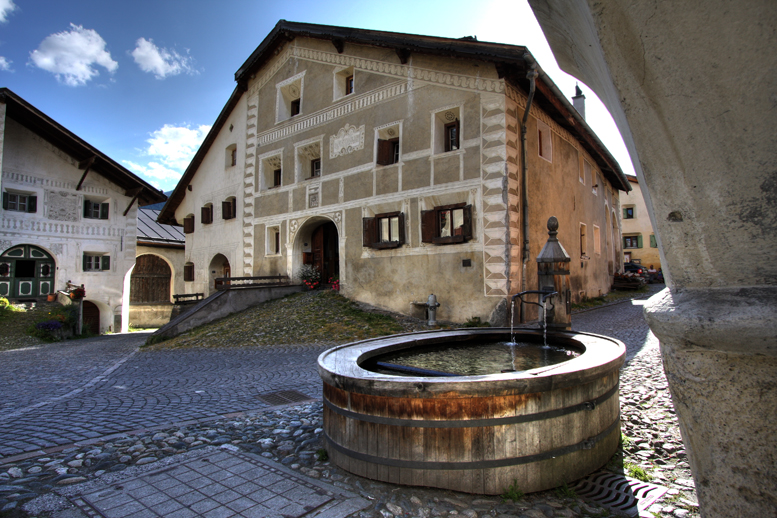
Guarda
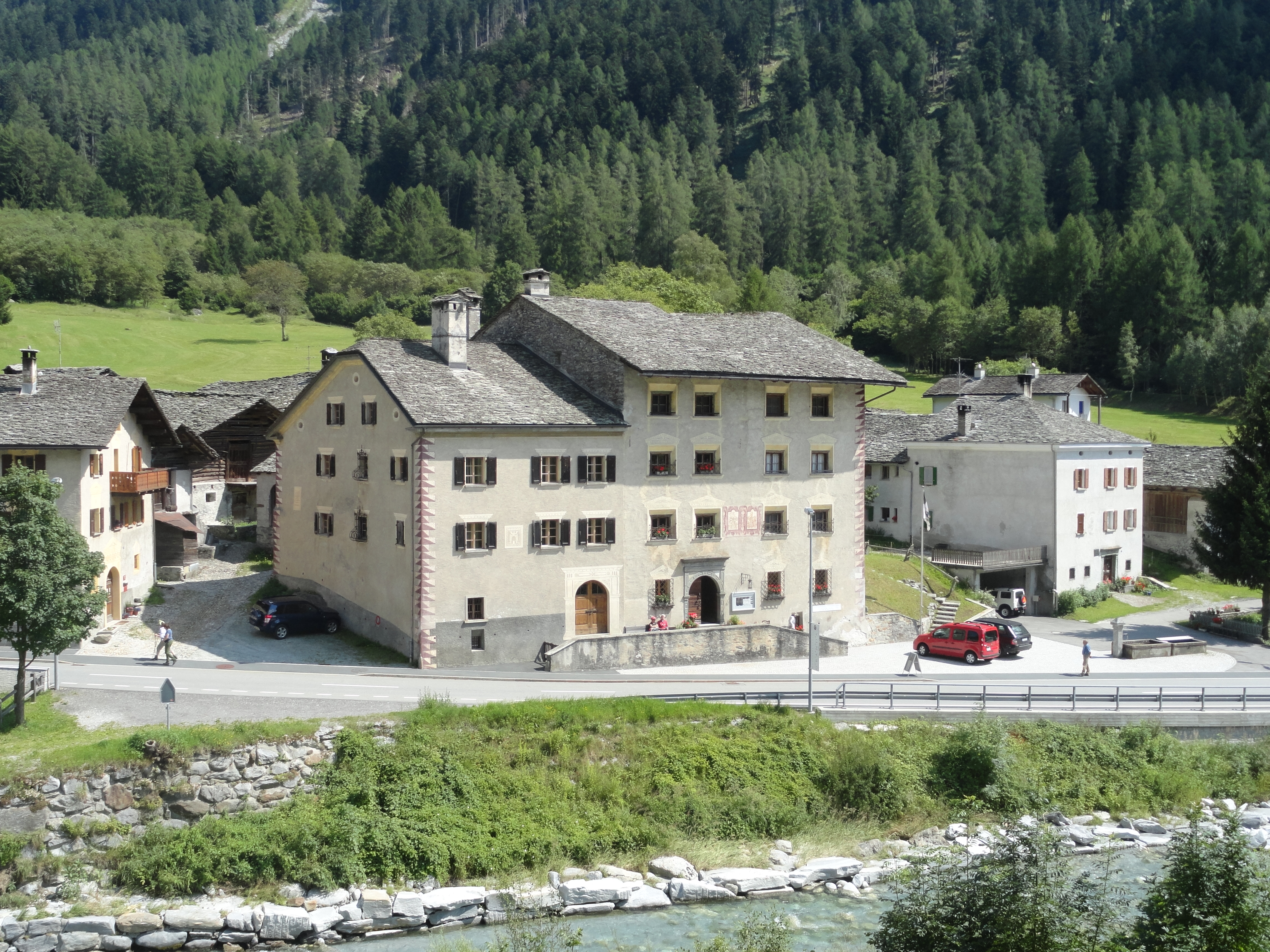
Casa Grande in Stampa
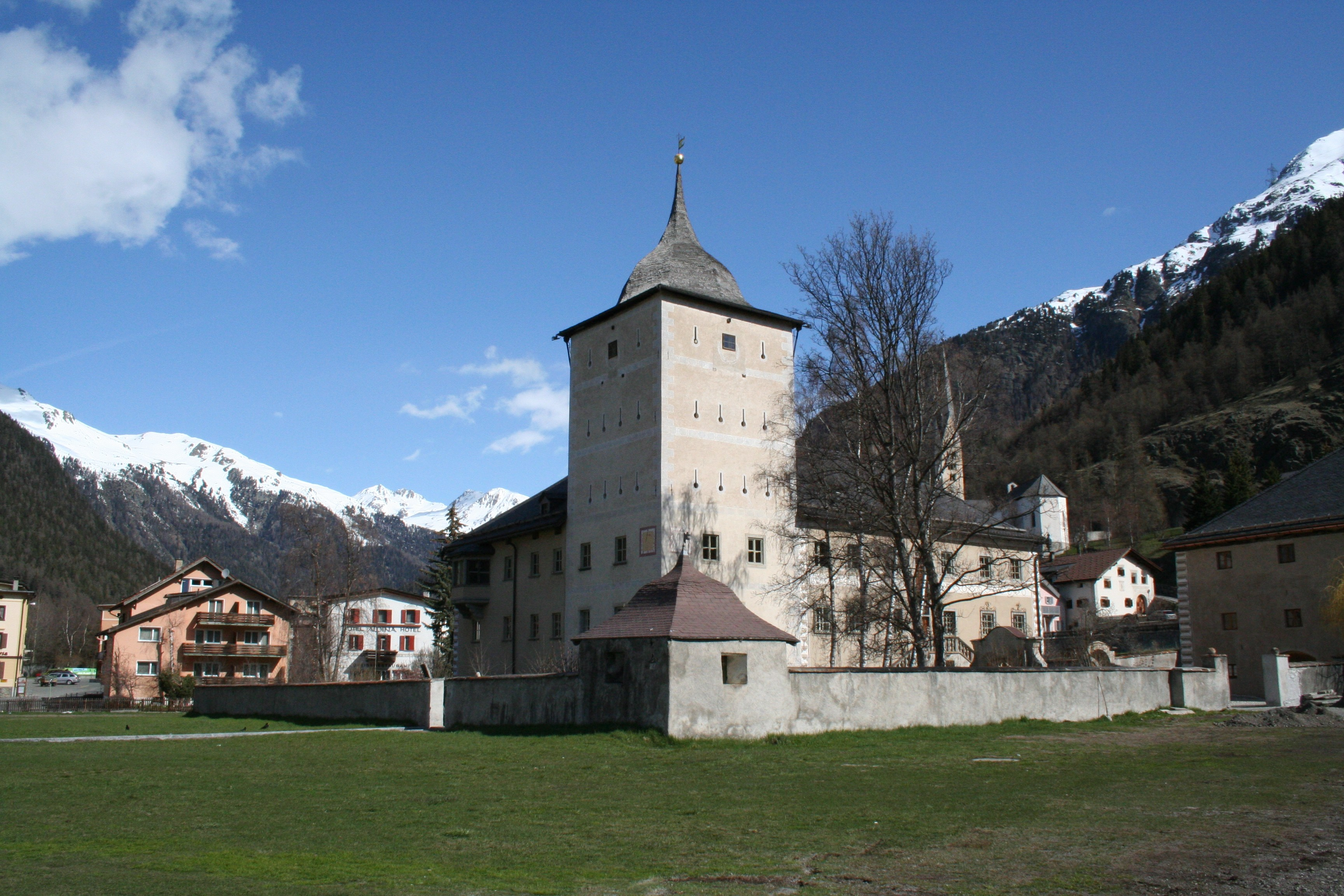
Schloss Wildenberg in Zernez
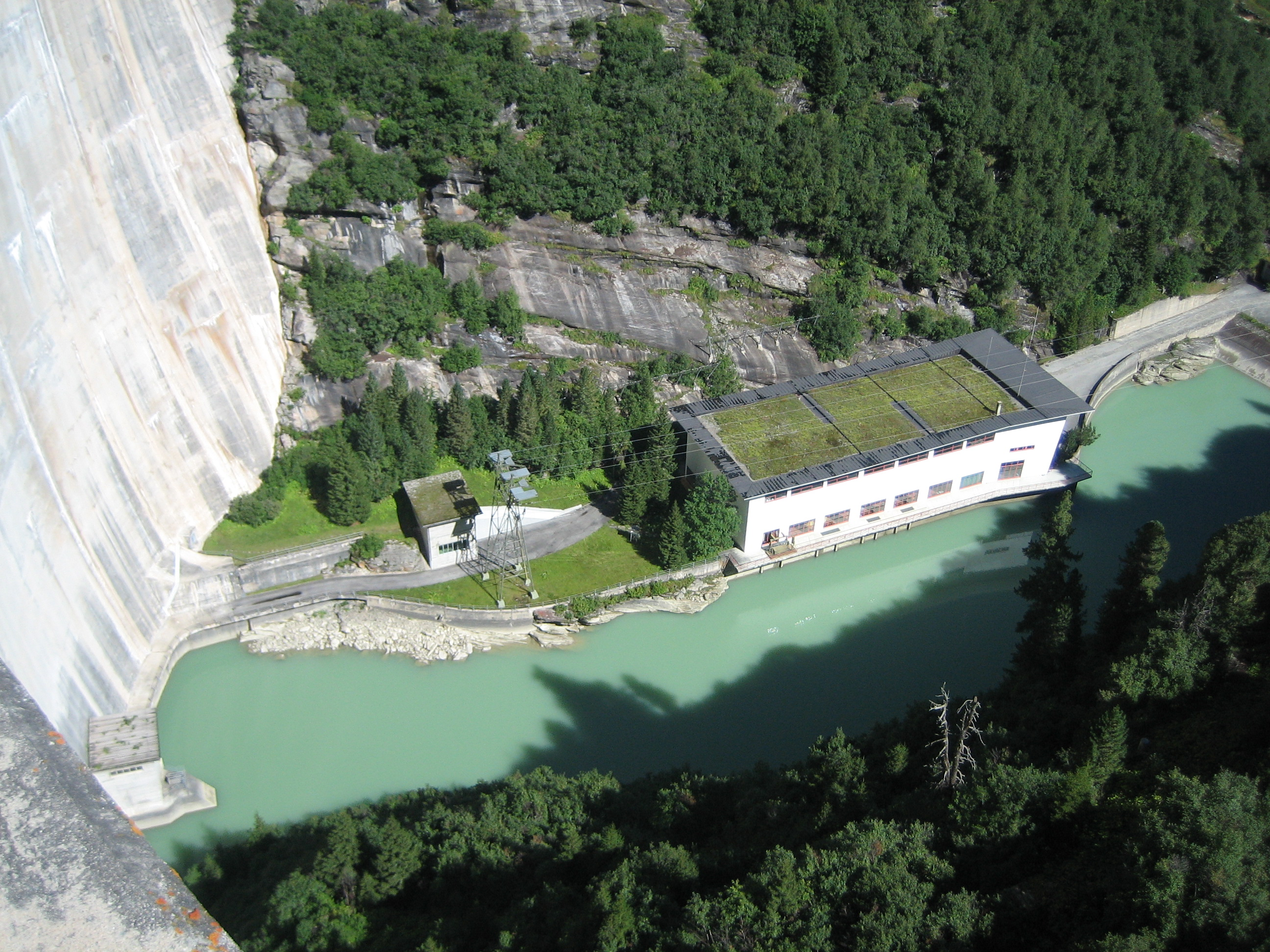
Maschinenhaus Kraftwerk Zervreila

Bei seinen Neubauten versuchte er die klassische Moderne mit der alten Engadiner Bauweise zu verbinden. 1946 erstellte er das Atelierhaus Turo Pedretti in Samedan (1951 durch eine Lawine zerstört) und 1951 in Celerina/Schlarigna. 1964 erbaute er für seine Frau unter Wiederverwendung historischer Bauteile die Chesa Flurina in Samedan als Beispiel einer Synthese zwischen regionaler Bautradition und klassischer Moderne. 1968 erstellte er das frühere Nationalparkhaus in Zernez.
Daneben war Könz im Wasserkraftwerkbau engagiert. So baute er 1958 das Maschinenhaus der Kraftwerke Zervreila AG am Fusse der Staumauer. Als Autor und Denkmalpfleger verfasste er Werke über die regionalen historischen Bauformen und -techniken.

## Auszeichnungen
- 1954 erhielt Könz für seine Arbeiten den Premio per l’architettura e l’urbanistica montana der Universität Turin.
- 1978 Kulturpreis des Kulturzentrums Laudinella in St. Moritz.

## Bücher
- Das Engadiner Haus. Schweizer Heimatbücher, Bündner Reihe, 2. Band. Paul Haupt, Bern 1952/1954. Auflage 1994, ISBN  3-258-03215-7.
- Guarda. Paul Haupt, Bern 1976 / 2. Auflage 1982, ISBN 3-258-02430-8.
- Sgraffito im Engadin und Bergell.  (Aufnahmen von Eduard Widmer.) Atlantis, Zürich 1977, ISBN 3-7611-0524-X.
- Verzeichnis der Bauernhäuser im Kanton Graubünden. Schweizerische Heimatschutz, Sektion Engadin & Graubünden, 1943–1945.